# セルロースエーテル
セルロースエーテル（英語: cellulose ether）はセルロースに含まれるヒドロキシ基をエーテルに変換したものである。セルロースは自然界に存在する高分子であり、一部の有機溶媒には溶解するものの、一般的な溶媒である水には不溶である。これは、セルロースの構成単位であるグルコース環にヒドロキシ基が存在し、隣接するヒドロキシ基との間に水素結合を生じて結晶化するために水和を阻害するからである。
このヒドロキシ基の水素原子をメチル基などで置換して水素結合の生成を阻害することにより水和が行なわれるようになり、水溶性が得られる。この時、グルコース環とその置換基の間にエーテル結合が生じるため、このような結合様式を有するセルロース誘導体を総称してセルロースエーテルと呼ぶ。
セルロースエーテルには以下のような種類がある。
- メチルセルロース[1]
- エチルセルロース[1]
- エチルメチルセルロース
- カルボキシメチルセルロース[1] - 末端にカルボキシル基を持つ
- カルボキシエチルセルロース[1]
- ヒドロキシエチルセルロース[1] - 末端に水酸基を持つ
- ヒドロキシプロピルセルロース - 末端に水酸基を持つ
- ベンジルセルロース[1]
- トリチルセルロース[1]
- シアノエチルセルロース[1]
- アミノエチルセルロース[1]